# MOROP
MOROP a volte anche come Morop è la Federazione europea dei modellisti ferroviari e degli amici delle ferrovie. Il nome deriva, secondo la versione più accreditata, dalla contrazione delle parole tedesca 'MOdellbahn' (modellismo ferroviario) e francese 'EuROPe',  ma presenti in modo pressoché analogo anche in altre lingue.

## Storia
Fu costituita nel 1954 a Genova per iniziativa dell'italiano Italo Briano, che contemporaneamente promosse la nascita della Federazione italiana modellisti ferroviari e amici della ferrovia (FIMF). MOROP raggruppa oggi 22 associazioni nazionali di 17 Paesi ed ha per principali attività la promozione del modellismo ferroviario e la stesura delle Norme europee di modellismo ferroviario (NEM)). La sede attuale è a Berna.
Vi sono collegamenti con l'analoga associazione americana NMRA per sviluppare la compatibilità tra le norme emanate dalle due associazioni.
Le lingue di lavoro sono il tedesco e il francese, e in esse vengono pubblicate le norme. Le associazioni aderenti possono pubblicarle tradotte nella lingua nazionale.
MOROP organizza tutti gli anni, in genere alla fine dell'estate, un congresso internazionale, comprendente riunioni di lavoro, l'assemblea generale ed escursioni alla scoperta delle ferrovie della regione dove esso si svolge.

## Associazioni nazionali
- Germania:
  - ARGE Spur 0 (Internationale Arbeitsgemeinschaft Modellbahnbau Spur 0 e.V.), fédération allemande de l'échelle Zéro.
  - BDEF (Bundesverband Deutscher Eisenbahn-Freunde e.V.)
  - SMV (Sächsische Modellbahner Vereinigung)
- Austria:
  - VOEMEC (Verband Österreichischer Modell-Eisenbahn-Clubs)
- Belgio:
  - ASBL FEBELRAIL VZW (Fédération des Associations belges d'amis du Rail / Federatie van belgische verenigingen van spoorbelangstellenden)
  - 0-FORUM (Fédération Belge du Zéro / Belgische Nulspoor Federatie)
- Danimarca:
  - DMJU (Dansk Model Jernbane Unions)
- Spagna:
  - FCAF (Federació Catalana d'Amics del Ferrocarril)
- Francia:
  - Cercle Du Zéro
  - FFMF (Fédération Française de Modélisme Ferroviaire)
  - GEMME (Groupe d'Étude du Modélisme ferroviaire à voie Métrique et Étroite
- Ungheria:
  - MAVOE (Magyar Vasútmodellezők es Vasútbarátok Országos Egyesülete)
- Italia:
  - FIMF (Federazione italiana modellisti ferroviari e amici della ferrovia)
- Lussemburgo:
  - MBM a.s.b.l. (Modelleisebunn Bassin Minier)
- Norvegia:
  - MJF (Modeljernbaneforeningen I Norge)
- Paesi Bassi:
  - NVBS (Nederlandse Vereniging van Belangstellende in het Spoor en Tramwegweze)
- Polonia:
  - PZMKIMK (Polski Zwiazek Modelarzy Kolejowych i Milosników Kolei)
- Portogallo:
  - APAC (Associação Portuguesa dos Amigos do Caminho de ferro)
- Repubblica Ceca:
  - SMČR, KŽeM CR (Svaz modelářů České republiky, Klub železničních modelářů)
- Romania:
  - TCR (Tren Clubul Roman)
- Svizzera:
  - SVEA-ASEA (Schweizerische Verband Eisenbahn-Amateur)
- Slovacchia:
  - Zväz modelárov Slovenska, Združenie železničných modelárov Slovenska